# Alsény Camara
Alsény Al-Hassan Camara (Conakry, 4 novembre 1986) è un ex calciatore guineano, di ruolo difensore.

## Carriera

### Club
Ha giocato nei campionati guineano, francese e marocchino.

### Nazionale
Con la maglia della nazionale ha collezionato 12 presenze.